# Три мавпи

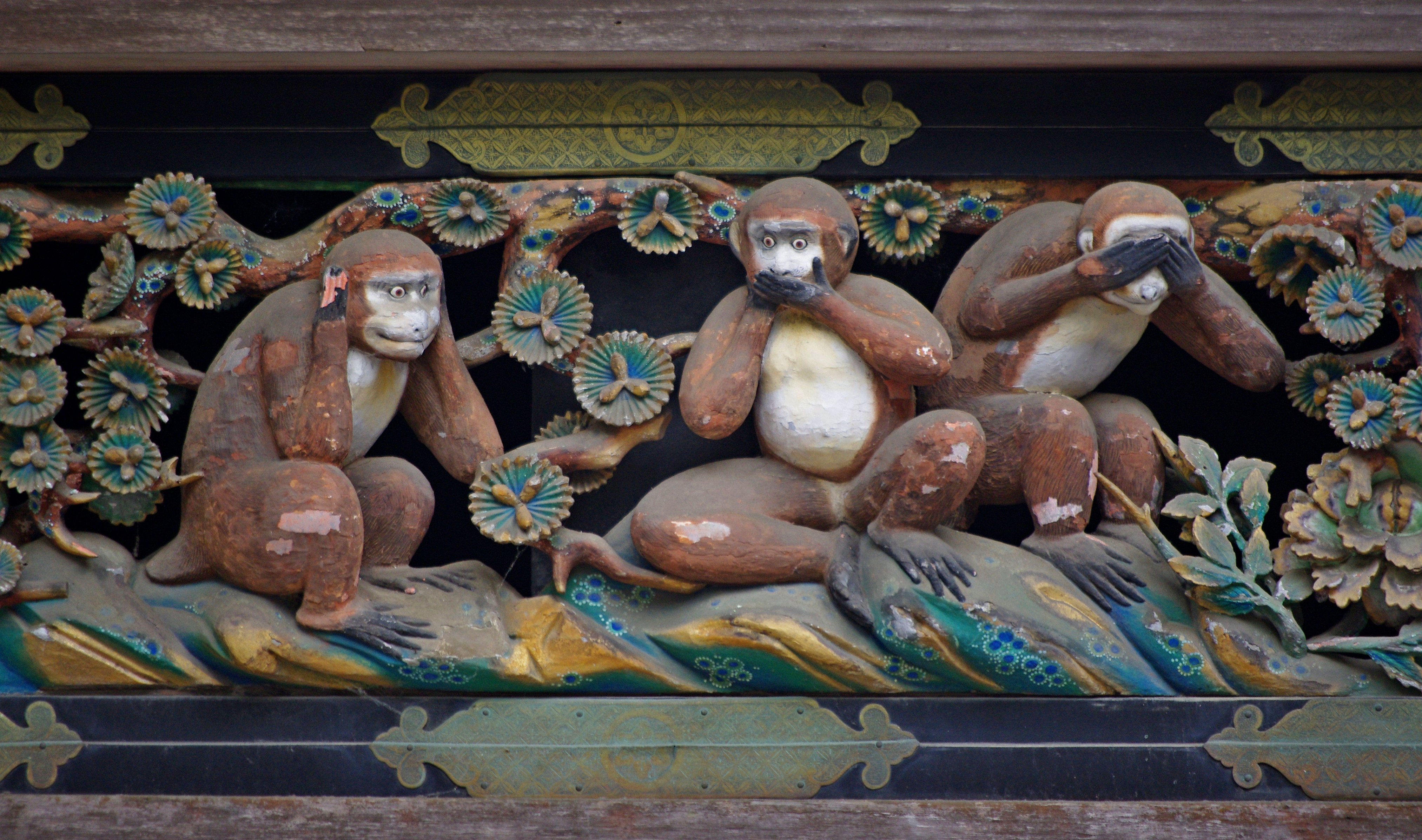
Три мавпи на фасаді Святилища Тошьо (Нікко, Японія)

Три мавпи (яп. 三猿, さんざる / さんえん) — уособлення ідеї буддистської мудрості, пов'язаної із відчуженістю від неістинного: «Якщо я не бачу зла, не чую про зло і нічого не говорю про зло, то я захищений від нього».
Зазвичай ідея ілюструється трьома мавпами: Мідзару (яп. 見ざる) — не бачу зла; Кікадзару (яп. 聞かざる) — не чую зло та Івадзару (яп. 言わざる) — не кажу зло. Іноді додається четверта мавпа — Шідзару (яп. し猿), що символізує принцип «не роблю зла». Вона може зображуватися у вигляді мавпи, що прикриває свій живіт або промежину.
Вибір мавп як символу пов'язаний із грою слів у японській мові. Фраза «нічого не бачу, нічого не чую, нічого не кажу, нічого не роблю» звучить як «мідзару, кікадзару, івадзару, шідзару», закінчення «-дзару» співзвучне японському слову «мавпа».
Символи кожної з трьох мавп включені в стандарт Unicode: 🙈, 🙉, 🙊.

## Походження
Найчастіше походження символу пов'язують із народним японським віруванням Кошін. Визначити точний час появи трьох мавп неможливо, зокрема через народний характер віри, що не мала централізації і якихось архівів. Образ став популярним у XVII столітті завдяки скульптурі у шінтоїстському святилищі Тошьо у місті Нікко.
Сам принцип був відомий і раніше. Наприклад, ідентичні ідеї можна знайти у Конфуція, у книзі «Бесіди і судження» (Лунь Юй):

| Янь Юань сказав: «Дозволю собі запитати Вас вказати мені складові частини його (гуманізму)» Конфуцій відповів: «Не дивись на те, що проти правил, не слухай того, хто проти них, не кажи того, що проти них і не роби нічого проти них»[3]. |

## Галерея

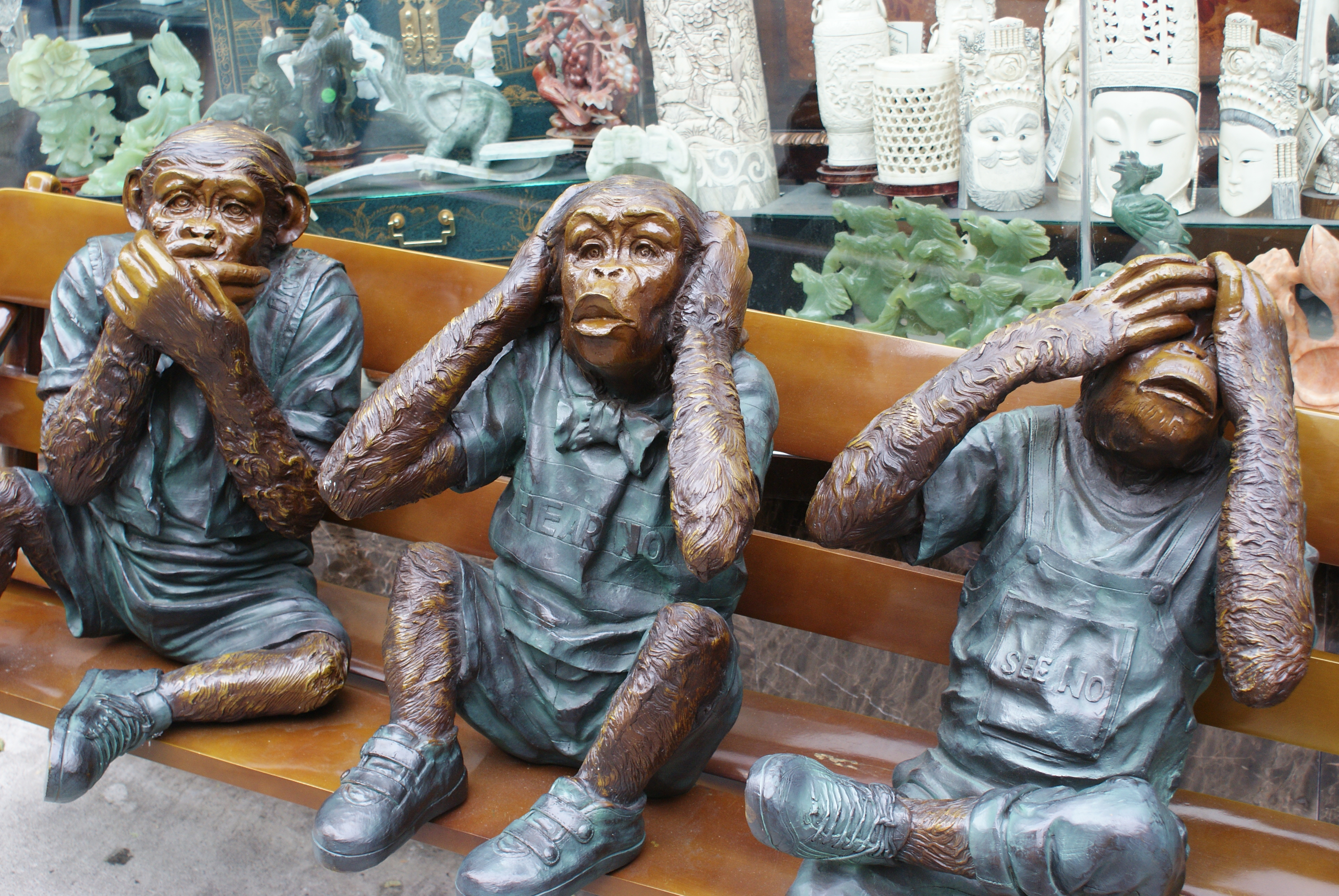
Три мавпи на лавці. (Сан-Франциско, США)
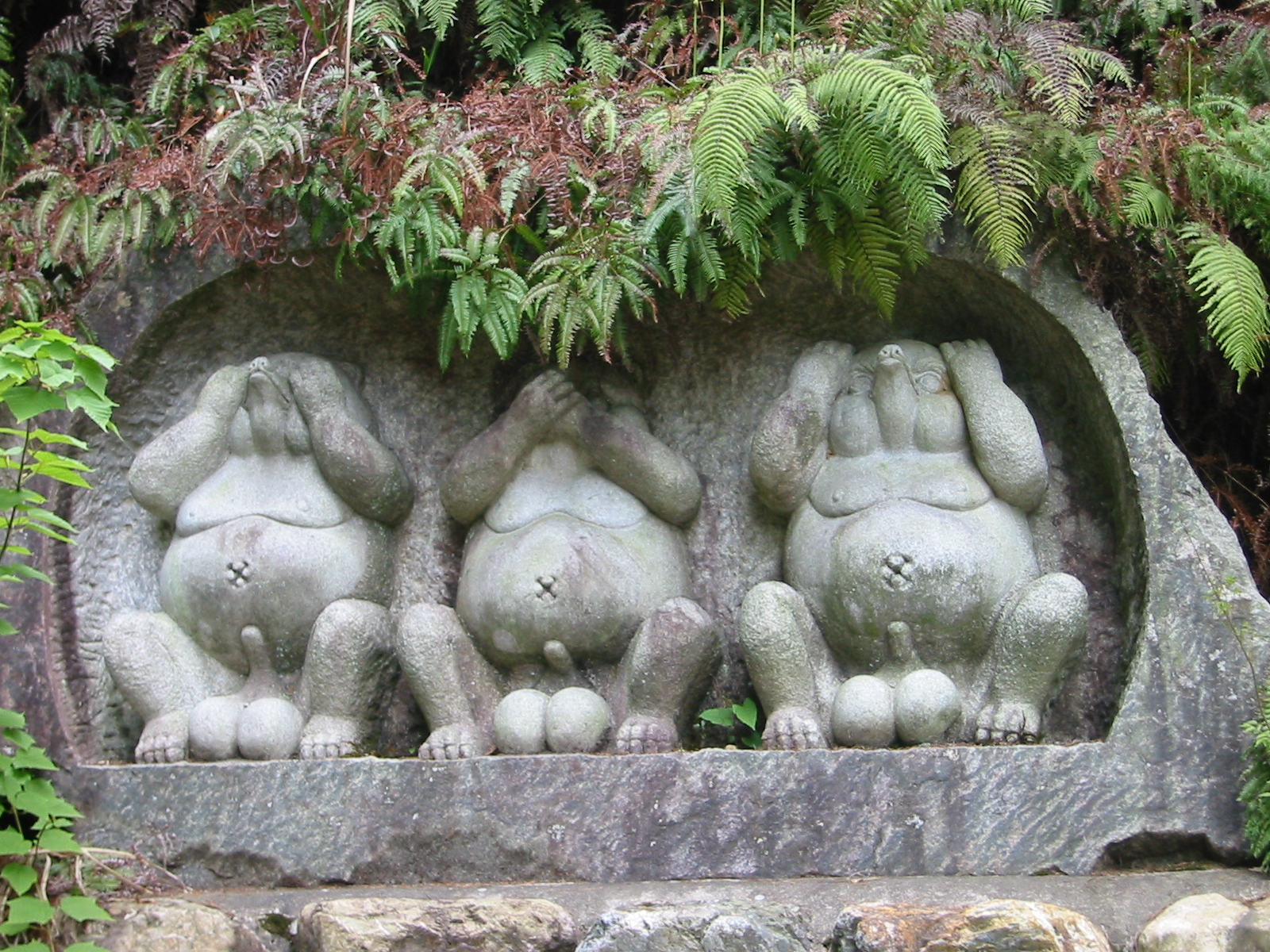
Три танукі. (Ібіґава, Японія)